# Monte Royal Pictures
Monte Royal Pictures (Монте Ројал Пикчерс) је независна продуцентска кућа са седиштем у Београду, основана 1994. године са једним циљем: производња и подршка у стварању квалитетног програма за широку публику.

## Историјат
Кућу је основао познати филмски и ТВ продуцент Бојан Маљевић, после више од 30 година професионалног искуства у раду за РТС, највећу државну филмску кућу - Авала филм и низа самосталних продукција и копродукција.
Монте Ројал је сарађивао на својим пројектима са више од 500 најугледнијих глумаца, аутора и филмских радника из Србије, екс - ју региона и света.
Уз освајање биоскопске публике, филмови из продукције Монте Ројал (Ни на небу ни на земљи, Урнебесна трагедија, До коске, Нож, 011 Београд, Сестре, документарац Грам, килограм, тона), добили су многобројне награде у земљи и иностранству, а публика је оценила ТВ серију Отворена врата (1 и 2 сезона емитована током  1994. и 1995) као култну.
Због тога је овај пројекат настављен, после скоро 20 година, са истом глумачком екипом и тиме је, као једини такав серијал, ушао у историју телевизије (услед неусаглашавања са емитером до данас није приказано преосталих 10 епизода из 4 сезоне).
Поред својих пројеката, Монте Ројал радо сарађује са другим продукцијским кућама и емитерима, као продуцент или копродуцент пружајући све услуге из области продукције.
Након дуже паузе, у сарадњи са Телекомом Србија реализовали су ТВ серијал Дуг мору и мини серијал Нестале бебе у режији Вука Ршумовића уз финансијску подршку Делегације ЕУ у Србији.

## Продукција
- 1994 — Ни на небу ни на земљи
- 1994 — 1995 - Отворена врата
- 1995 — Урнебесна трагедија
- 1997 — До коске
- 1999 — Нож
- 2003 — 011 Београд
- 2011 — Сестре
- 2013 — 2014 - Отворена врата 2
- 2015 — Грам, килограм, тона
- 2020 — Калуп (мини-серија)
- 2019 — 2024 - Дуг мору
- 2025 — Павиљон
- 2025 — Kaлуп 2 - Смола
- 2025 — Kaлуп 3 - Шкрипац